# Ратоуэн

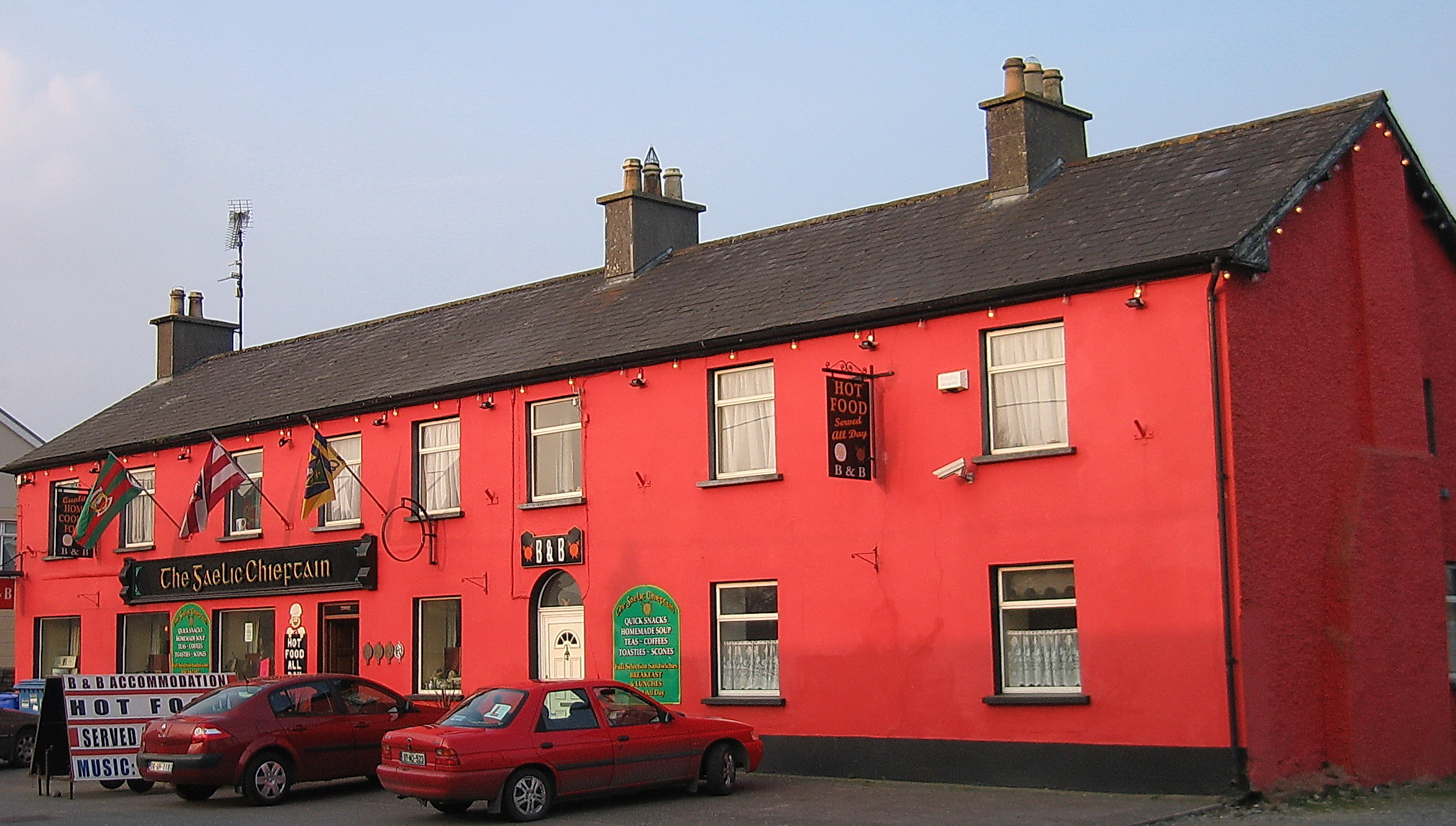
Паб Gaelic Chieftan

Ратоуэн (англ. Rathowen; ирл. Ráth Eoghain, «Крепость Эохана») — деревня в Ирландии, находится в графстве Уэстмит (провинция Ленстер) у трассы N4.
Местная железнодорожная станция была открыта 1 августа 1877 года и закрыта 17 июня 1963 года.